# Фінал сезону
Фінал сезону — фінальний епізод сезону серіалу чи шоу, котрий, як правило, закінчується невизначено, що покликано збільшити інтерес глядачів до перегляду прем'єри наступного сезону.
Найпопулярнішими стали фінали культового серіалу 80-х, «Даллас», найвідомішим з котрих став «Who shot J.R.?», що привернув увагу 83 млн глядачів, що стало рекордом в історії американського телебачення.
Фінал сезону не слід плутати з терміном Фінал серіалу.